# Josef Klobás
Josef Klobás (5. února 1914 Lískovec – 10. února 1943 Frankfurt nad Mohanem) byl československý důstojník a odbojář z období druhé světové války popravený nacisty.

## Život
Josef Klobás se narodil 5. února 1914 v Lískovci u Brna v rodině obuvníka Josefa Klobáse a Anny, rozené Rousové. Vystudoval I. reálku v Brně, kde roku 1934 maturoval. Poté vstoupil do armády a dva roky sloužil v Parkáni na slovensko-maďarské hranici. Následovalo studium na vojenské akademii v Hranicích odkud byl v hodnosti poručíka v roce 1937 vyřazen. Poté sloužil u hraničního praporu ve Frýdku a po absolvování zvláštního kurzu se stále ještě v roce 1937 účastnil zakládání pevnostního hraničního praporu v Těchoníně, kde sloužil na postu pobočníka velitele. Po Mnichovské dohodě a odstoupení pohraničních území Německu byl převelen k horskému pluku do Dolného Kubína na post velitele roty. Po rozpadu Československa v březnu 1939 a zrušení armády pracoval na politické správě v Židlochovicích. Vstoupil do protinacistického odboje v řadách Obrany národa, za úkol měl zorganizování úseku Starý Lískovec a obstarání zbraní pro případné povstání. Po příkazu opustit protektorát se pokusil o odchod, to se mu ale nepodařilo, a tak pokračoval v původní činnosti. Dne 26. ledna 1940 byl zatčen gestapem, vězněn v Sušilových kolejích, ve Vratislavi, v Mírově, Diezu a ve Frankfurtu nad Mohanem, kde byl 10. února 1943 popraven. Přesné místo pohřbení není známé.

## Posmrtná ocenění
- Josefu Klobásovi byl in memoriam udělen Československý válečný kříž 1939
- Po Josefu Klobásovi byla v roce 1946 ulice v jeho rodném Starém Lískovci

## Fotogalerie

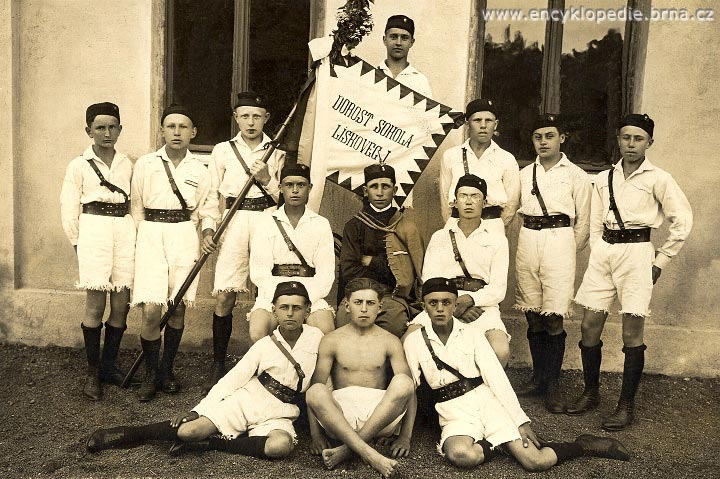
Josef Klobás se členy organizace Sokol Brno - Starý Lískovec
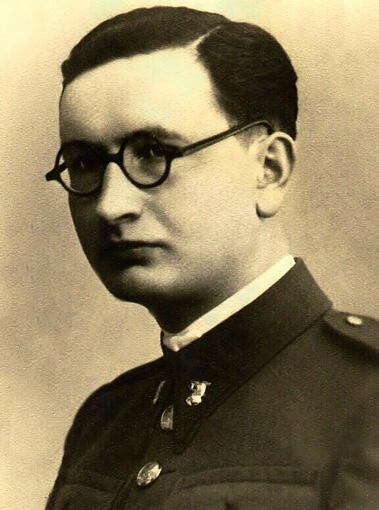
Josef Klobás ve vojenské uniformě